# Jorge Ahumada
Jorge Ahumada Corvalán  (Santiago, 1917 - 6 de novembro de 1965) foi um destacado economista chileno. 
Formado em agronomia pela Universidade do Chile (1940), Ahumada foi dos primeiros chilenos a estudar economia  nos Estados Unidos, tendo obtido o seu mestrado na  Universidade Harvard, em 1944. 
De 1945 a 1947, foi professor de Teoria Econômica na Universidade de Porto Rico. De 1947 a 1948, trabalhou no Fundo Monetário Internacional. Em 1949, foi professor da Universidade de São Carlos da Guatemala e assessor de várias instituições do governo guetamalteco.
Entre 1950 e 1960, trabalhou na Comisssão Econômica das Nações Unidas para a América Latina (CEPAL), onde foi diretor de programas. Nessa época,  a CEPAL era um grande centro de discussão sobre as questões ligadas ao   desenvolvimento econômico e  à industrialiazação - discussões das quais Ahumada participou ativamente, ao lado de  Regino Boti, Celso Furtado, Alex Ganz, José Antonio Mayobre, Pedro Mendive, Juan Noyola Vázquez, Aníbal Pinto, Osvaldo Sunkel e Víctor Urquidi, entre outros, sob a inspiração e orientação de Raúl Prebisch.Ahumada também atuou como docente nos  cursos de especialização da CEPAL, para os quadros técnicos governamentais de vários países (inclusive do Brasil). O sociólogo Francisco de Oliveira frequentou um desses cursos, ministrado no Rio de Janeiro, e avalia: "O chileno Jorge Ahumada, que dava Programação Geral, foi, talvez, o melhor professor que eu tive na vida."
Em 1960, foi um dos fundadores e o primeiro diretor do Centro de Estudios del Desarrollo (CENDES), ligado à Universidade Central da Venezuela.
No Chile, foi um entusiasmado colaborador da Democracia Cristã e  o principal teórico do programa econômico do partido, tendo difundido seus pontos de vista em seu livro En vez de la miseria (1958) Foi também um dos autores do programa de governo de Eduardo Frei (1964 - 1970), de quem era amigo e conselheiro. A prematura morte de Jorge Ahumada (1965),  que era considerado como o único técnico do governo dotado de uma visão global e mais progressista dos problemas nacionais, foi um duro golpe para o governo Frei. Ahumada havia sido o cérebro do plano financeiro para 1965, que tivera um certo sucesso. A partir de 1966, tentou-se aplicar o mesmo plano, mas a situação havia mudado sustancialmente, o que resultou no fracasso da  política antinflacionária do governo chileno naquele ano e no ano seguinte.

## Principais publicações
- En vez de la miseria (1958)
- Problemas del desarrollo regional. Universidad Nacional, Córdoba, 1960
- Una tesis sobre el estancamiento de la economía chilena. Revista Latinoamericana de Economía, 1963
- Obras Escogidas. Caracas: Banco Central de Venezuela, 1986
- La crisis integral de Chile

Para uma lista mais completa das publicações de Ahumada, ver CENDES -Biblioteca Digital